# Bolnes
Bolnes est un village de la commune néerlandaise de Ridderkerk, dans la province de la Hollande-Méridionale. Le 1er janvier 2004, le village comptait 7 300 habitants.